# Barskär (Kökar, Åland)
Barskär är ett skär på Åland (Finland). Det ligger i Skärgårdshavet och i kommunen Kökar i landskapet Åland, i den sydvästra delen av landet. Det ligger i Brunnsfjärden nordväst om Kökar. Ön ligger omkring 51 kilometer öster om Mariehamn och omkring 230 kilometer väster om Helsingfors.
Öns area är 2,4 hektar och dess största längd är 210 meter i nord-sydlig riktning. Terrängen på Barskär består av kala berghällar och grus. Vegetationen är lågväxt och sparsam. Barskär är obebyggt. Närmsta bebyggelse finns på Hamnö 3,4 km åt sydöst.